# Xung đột liên Triều
Xung đột liên Triều dựa trên sự mâu thuẫn trong quan điểm chính trị giữa Cộng hòa Dân chủ Nhân dân Triều Tiên ở phía Bắc và Đại Hàn Dân Quốc ở phía Nam, cả hai đều luôn tuyên bố mình là chính phủ hợp pháp duy nhất của toàn bộ bán đảo Triều Tiên trong hiến pháp của mình. Trong thời kỳ chiến tranh Lạnh, CHDCND Triều Tiên được Liên bang Xô viết, Trung Quốc và Khối các quốc gia Xã hội chủ nghĩa hậu thuẫn, Hàn Quốc được Hoa Kỳ và các quốc gia đồng minh ủng hộ. Sự phân chia Triều Tiên bởi hai cường quốc xảy ra vào giai đoạn cuối của Thế chiến II, những căng thẳng bùng nổ sau đó dẫn đến chiến tranh Triều Tiên năm 1950. Khi nội chiến kết thúc, bán đảo Triều Tiên bị tàn phá, chia cắt vĩnh viễn. Trong những năm sau chiến tranh, Triều Tiên và Hàn Quốc tiếp tục những cuộc xung đột quân sự - chính trị nhỏ lẻ, kéo dài cho đến tận ngày nay, còn Hoa Kỳ tiếp tục duy trì sự hiện diện quân sự để hỗ trợ đồng minh Hàn Quốc theo Hiệp ước quốc phòng Hàn-Mỹ. Năm 1997, Tổng thống Hoa Kỳ Bill Clinton đã mô tả sự phân chia của Triều Tiên là "sự phân chia cuối cùng của chiến tranh Lạnh". Năm 2002, Tổng thống George W. Bush liệt Bắc Triều Tiên vào "Trục ma quỷ" – cùng với Iraq (dưới thời Tổng thống Saddam Hussein) và Iran. Đối mặt với sự thù địch, cô lập ngày càng tăng trên trường quốc tế, Bắc Triều Tiên quyết tâm theo đuổi phát triển vũ khí hạt nhân.
Vào năm 2018, các đại diện của CHDCND Triều Tiên, Hàn Quốc và Hoa Kỳ, đã tổ chức một loạt các hội nghị thượng đỉnh, hứa hẹn kỷ nguyên hòa bình lâu dài cho bán đảo đồng thời giải trừ vũ khí hạt nhân.

## Bối cảnh
Triều Tiên bị đế quốc Nhật Bản sáp nhập vào năm 1910. Trong những thập kỷ sau Nhật Bản chiếm đóng Triều Tiên, các nhóm dân tộc chủ nghĩa và cấp tiến nổi lên, chủ yếu là lưu vong, để đấu tranh giành độc lập. Bị phân tán trong triển vọng và cách tiếp cận của họ, các nhóm này không đoàn kết trong một phong trào dân tộc. Có trụ sở ở Trung Quốc, Chính phủ lưu vong Triều Tiên được lập vào năm 1919 vì Cách mạng 1 tháng 3 song chưa được công nhận lớn. Nhiều nhà lãnh đạo kích động sự độc lập của Hàn Quốc bao gồm người được đào tạo tại Hoa Kỳ có xu hướng bảo thủ Syngman Rhee đã vận động chính phủ Mỹ, và nhà lãnh đạo phe Cộng sản Kim Il-sung, người đã chiến đấu chống lại người Nhật từ nước láng giềng Mãn Châu (Trung Quốc) ở phía bắc Triều Tiên.
Theo sự chấm dứt sự chiếm đóng bán đảo này vào ngày 2 tháng 9 năm 1945, nhiều người Triều Tiên cao cấp bị buộc tội cộng tác với chủ nghĩa đế quốc Nhật Bản. Một cuộc đấu tranh mãnh liệt và đẫm máu giữa các nhân vật và các nhóm chính trị khác nhau đang hướng đến Triều Tiên sau đó.

## Phân chia Triều Tiên
Vào ngày 9 tháng 8 năm 1945, trong những ngày cuối của thế chiến II, Liên Xô đã tuyên chiến với Nhật Bản và tiến vào Hàn Quốc theo yêu cầu của Hoa Kỳ. Mặc dù tuyên bố chiến tranh của Liên Xô đã được đồng ý bởi các đồng minh tại Hội nghị Yalta, chính phủ Mỹ đã đồng ý với chính phủ Nga trước đó rằng sự tiến bộ của Liên Xô sẽ dừng lại ở vĩ tuyến 38, mà nó đã làm. Các lực lượng chính phủ Hoa Kỳ đã đến một vài tuần sau đó và chiếm khu vực phía nam vĩ tuyến 38, bao gồm thủ đô Seoul. Điều này được đưa vào Tổng Lệnh 1 cho các lực lượng Nhật Bản sau khi Nhật Bản đầu hàng vào ngày 15 tháng 8. Vào ngày 24 tháng 8, Hồng quân tiến vào Bình Nhưỡng và thành lập một chính phủ quân sự ở phía bắc vĩ tuyến 38. Các lực lượng Mỹ đổ bộ vào miền Nam vào ngày 8 tháng Chín và thành lập Chính phủ Quân đội Quân đội Hoa Kỳ tại Hàn Quốc. Chính phủ Mỹ đã không tham khảo ý kiến hoặc yêu cầu sự cho phép của người dân Hàn Quốc hoặc đại diện của họ để thực hiện bộ phận này của đất nước. Sự phân chia bán đảo Triều Tiên của Hoa Kỳ và Nga sẽ thiết lập giai đoạn cho cuộc nội chiến vào năm 1950.

## Căng thẳng và hạ nhiệt căng thẳng
Vào đầu năm 2017, Tổng thống Mỹ Donald Trump đã từ bỏ chính sách "kiên nhẫn chiến lược" gắn liền với chính quyền Obama trước đó. Cuối năm, Moon Jae-in được bầu làm Tổng thống Hàn Quốc với lời hứa quay trở lại chính sách Ánh Dương.
Vào ngày 4 tháng 7 năm 2017, Triều Tiên đã thực hiện thành công thử nghiệm đầu tiên về tên lửa đạn đạo liên lục địa (ICBM), có tên Hwasong-14. Nó đã tiến hành một thử nghiệm khác vào ngày 28 tháng 7. Vào ngày 5 tháng 8 năm 2017, Liên Hợp Quốc đã áp dụng các biện pháp trừng phạt bổ sung đã được đáp ứng với sự thách thức từ chính phủ CHDCND Triều Tiên. Sau các biện pháp trừng phạt, Trump cảnh báo rằng các mối đe dọa hạt nhân của Triều Tiên "sẽ được đáp ứng với hỏa lực, giận dữ và thẳng thắn, những điều mà thế giới chưa bao giờ thấy trước đây". Đáp lại, Triều Tiên thông báo rằng họ đang xem xét một thử nghiệm tên lửa trong đó các tên lửa sẽ hạ cánh gần lãnh thổ Guam. của Hoa Kỳ. Vào ngày 29 tháng 8, Triều Tiên bắn một tên lửa khác. Những ngày sau đó với căng thẳng vẫn còn cao, Triều Tiên tiến hành thử nghiệm hạt nhân thứ sáu của họ vào ngày 3 tháng 9. Cuộc kiểm tra đã được đáp ứng với sự lên án quốc tế và dẫn đến các biện pháp trừng phạt kinh tế hơn nữa được thực hiện đối với Triều Tiên. Chỉ hơn hai tuần sau lần thử nghiệm trước đó, Triều Tiên phóng thêm một tên lửa khác. Vào ngày 28 tháng 11, Triều Tiên đã phóng thêm một tên lửa khác, theo các nhà phân tích, có khả năng đạt được bất cứ nơi nào tại Hoa Kỳ. Kết quả thử nghiệm đã khiến Liên Hợp Quốc đưa ra các biện pháp trừng phạt hơn nữa đối với đất nước.
Vào tháng 1 năm 2018, Hội nghị Bộ trưởng Ngoại giao Vancouver về an ninh và ổn định trên bán đảo Triều Tiên được đồng tổ chức bởi Canada và Hoa Kỳ về các cách tăng cường hiệu quả của các lệnh trừng phạt đối với Triều Tiên  Các đồng chủ tịch (Bộ trưởng Ngoại giao Canada Freeland và Bộ trưởng Ngoại giao Hoa Kỳ) đã đưa ra một bản tóm tắt nhấn mạnh tính cấp thiết của việc thuyết phục Triều Tiên triệt tiêu và nhấn mạnh sự cần thiết phải xử phạt để tạo điều kiện cho một giải pháp ngoại giao.
Khi Kim Jong-un đề xuất tham gia Thế vận hội mùa đông 2018 tại Hàn Quốc vào năm mới, đường dây nóng Seoul-Pyongyang đã mở cửa trở lại sau gần hai năm. Vào tháng 2, Triều Tiên đã gửi một phái đoàn cấp cao chưa từng có đến Thế vận hội, đứng đầu là Kim Yo-jong, em gái của Kim Jong-un, và Chủ tịch Kim Yong-nam, đã thông qua lời mời tới Tổng thống Moon thăm miền Bắc. Kim Jong-un và Moon gặp nhau tại Khu vực an ninh chung vào ngày 27 tháng 4, nơi họ thông báo rằng chính phủ của họ sẽ làm việc hướng tới bán đảo Triều Tiên bị hủy diệt và chính thức hóa hòa bình giữa Bắc và Nam Triều Tiên. Vào ngày 12 tháng 6, Kim gặp Donald Trump tại một hội nghị thượng đỉnh ở Singapore và ký một tuyên bố, khẳng định cam kết tương tự. Trump tuyên bố rằng ông sẽ dừng các cuộc tập trận quân sự với Hàn Quốc và báo trước hoàn toàn rút quân Mỹ. Vào tháng 9, tại một hội nghị thượng đỉnh với Mặt trăng ở Bình Nhưỡng, Kim đã đồng ý tháo dỡ các cơ sở vũ khí hạt nhân của Triều Tiên nếu Hoa Kỳ có hành động đối ứng. Hai chính phủ cũng thông báo rằng họ sẽ thiết lập vùng đệm trên biên giới của họ để ngăn chặn xung đột.